# لوتار غانز
لوثار غانز (بالألمانية: Lothar Gans)‏ هو لاعب كرة قدم ألماني، ولد في 17 فبراير 1953 في أوسنابروك في ألمانيا. لعب مع نادي أوسنابروك.

## وصلات خارجية
- لوثار غانز على موقع قاعدة بيانات كرة القدم.إي يو (الإنجليزية)
- لوثار غانز على موقع بيانات كرة القدم. دي إي (الألمانية)
- لوثار غانز على موقع عالم كرة القدم.نت (الإنجليزية)